# Giancarlo de’ Medici
Giancarlo de’ Medici, manchmal auch Giovan Carlo genannt (* 3. Juni 1611 in Florenz; † 23. Januar 1663 in Castello (Florenz)) war ein italienischer Kardinal.

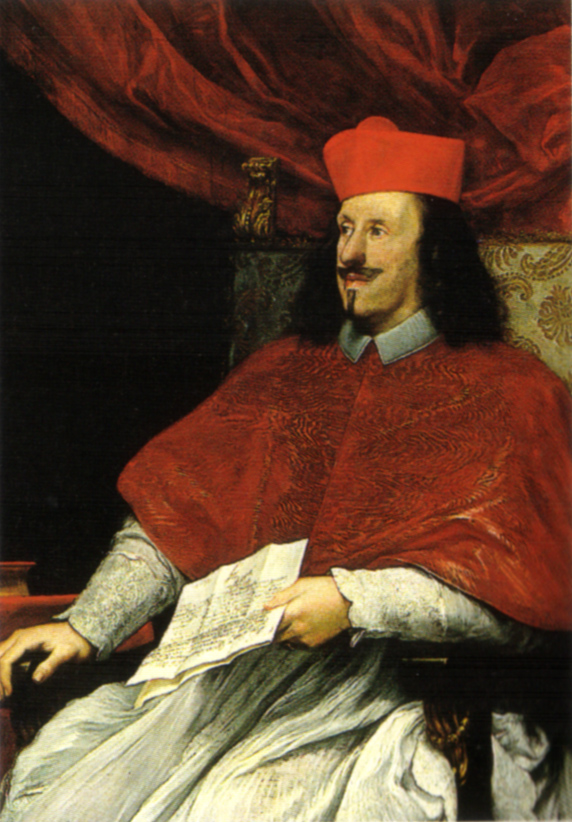
Porträt von Kardinal Giovan Carlo de’ Medici, von Volterrano, 1656, in der Galleria Palatina Florenz

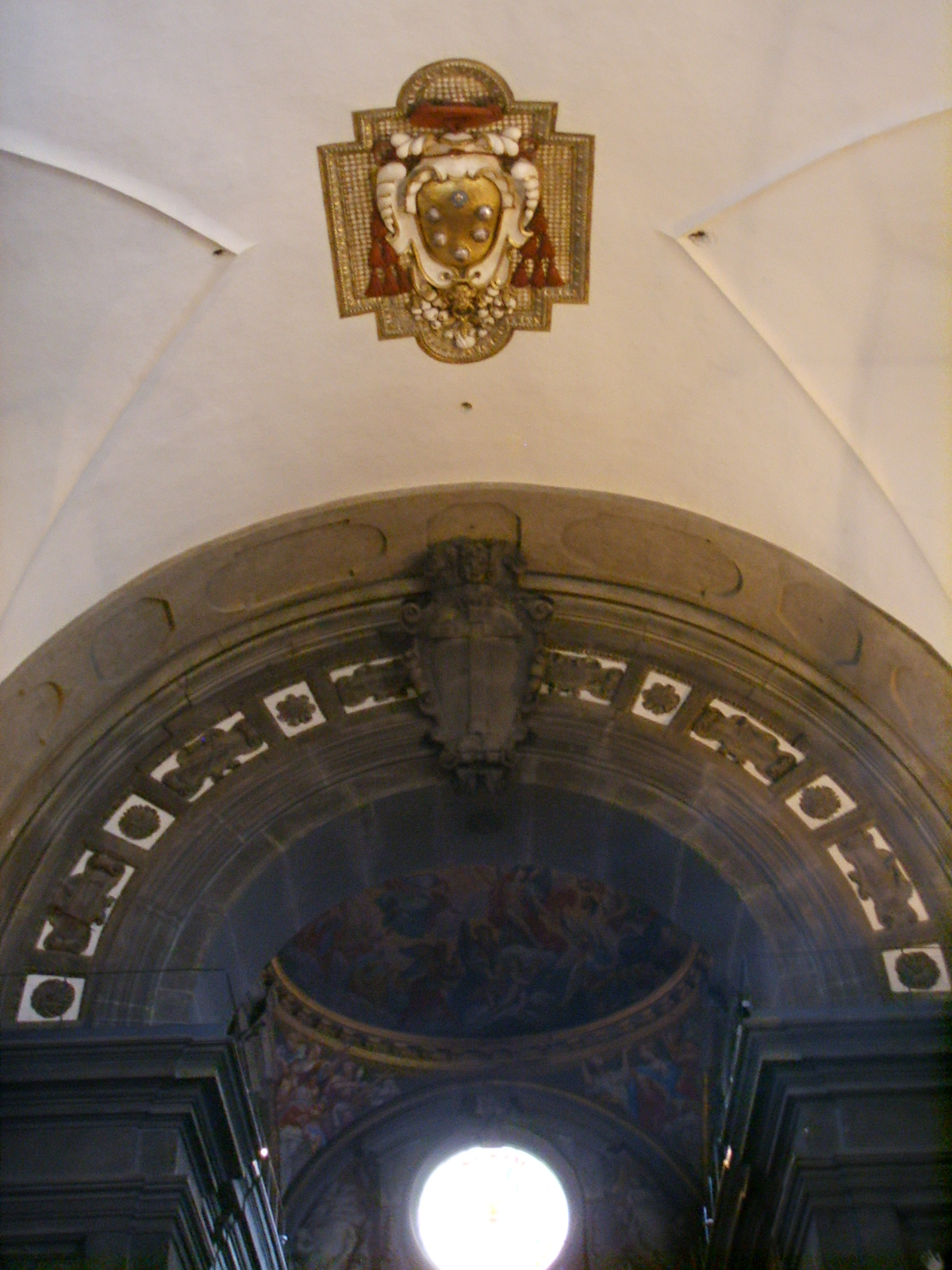
Kardinalswappen (in Farbe) von Giancarlo de Medici in der Kirche San Gaetano (Rom)

## Leben

### Kindheit und Ausbildung
Als zweiter Sohn des Großherzogs der Toskana Cosimo II. und Maria Magdalena von Österreich genoss er eine ähnliche Ausbildung wie sein älterer Bruder, der spätere Ferdinando II. de’ Medici, und war zunächst für eine militärische Laufbahn bestimmt.
Im Jahr 1620 wurde er zum Ritter des Malteserordens und zum Großprior von Pisa ernannt, 1638 zum General der Spanischen Meere.
Im Februar 1628 begleitete er seinen Bruder Ferdinando auf einer diplomatischen Reise durch Italien und Österreich, die in Prag mit einem Empfang bei Kaiser Ferdinand II. endete. Nach seiner Rückkehr nach Florenz begannen Verhandlungen über die Heirat mit Anna Carafa di Stigliano, der Tochter von Antonio  und Elena Aldobrandini.
Nachdem sich Katalonien im Juni 1640 erhoben hatte, brach er im August 1642 mit einer Flotte bestehend aus toskanischen Schiffen Richtung Katalonien auf. Diese Expedition war sowohl in politischer als auch militärischer Hinsicht eine Katastrophe. Als letzte militärische Angelegenheit besuchte er während des Krieges um Castro im Jahr 1643 die toskanische Armee.

### Kirchliche Laufbahn
Er wandte sich der kirchlichen Laufbahn zu und wurde von Papst Innozenz X. im Konsistorium vom 14. November 1644 zum Kardinal mit dem Diakonat von Santa Maria Nuova (ab 1656 Diakonat von San Giorgio in Velabro) ernannt.
Im Jahr 1655 nahm er zusammen mit seinem Onkel, Kardinal Carlo de’ Medici, am Konklave teil, bei dem Fabio Chigi zum Papst gewählt wurde und den Namen Alexander VII. annahm.
Giovan Carlo verfügte über eine ausgeprägte Intelligenz und einen ästhetischen Geschmack, die ihn dazu brachten, sich für Kunst im Allgemeinen zu interessieren und unermüdlich Gemälde, Skulpturen und alles Schöne zu sammeln, was er erwerben konnte. Die Gründung der Uffizien (und der Galleria Palatina) geht auf ihn zurück. Seit 1650 war er Mitglied der Accademia della Crusca in Florenz.
Er war auch ein großer Liebhaber des Theaters und kaufte 1657 das Grundstück, auf dem er Ferdinando Tacca das Teatro della Pergola errichten ließ, das erste Theater Europas im italienischen Stil (d. h. mit Logen und Parkett), die Wiege des Melodrams.

### Tod und Beerdigung
Kardinal Giancarlo de’ Medici starb am 23. Januar 1663 in der Villa Medici von Castello an einem Schlaganfall, ohne ein Testament hinterlassen zu haben, und wurde in San Lorenzo beigesetzt.
Im Jahr 1857 wurde sein Leichnam exhumiert und die sterblichen Überreste wie folgt vorgefunden:

„... auf ein Skelett reduziert, trug er eine Mitra auf dem Kopf und einen Kardinalshut an den Füßen; er trug die Insignien seines Ranges und war päpstlich gekleidet in einen spitzenbesetzten Chorrock und ein Messgewand aus mit Goldfolie und Purpurseide gewebtem Stoff [...]. Auf seiner Brust ruhte ein Kreuz aus Rubinen und Smaragden, das mit emailliertem Gold gebunden war. Über seine Brust waren die Fragmente einer aufgelösten Krone aus Blutjaspis verstreut; an seiner rechten Seite hielt er einen mit rotem Samt überzogenen Stab mit Schnüren und Quasten aus Goldfäden.“

Giovan Carlo hatte mit Margherita Salvetti, der Frau von Giannozzo di Giulio Cepparelli, einen leiblichen Sohn, Alberto, der 1637 geboren wurde.